# Барнаул — горнозаводской город
«Барнаул — горнозаводской город» — создаваемый с 2015 года в Барнауле туристический кластер. Предполагает обновление и благоустройство исторической части города. Включён в федеральную целевую программу «Развитие внутреннего и въездного туризма в Российской Федерации» на 2011—2018 годы (мероприятия второго этапа).
Многократно критиковался городской общественностью за непродуманность и растрату бюджетных средств. В то же время, СМИ отмечали и преображение центра города благодаря туркластеру к началу 2017 года.

## Проект кластера
На территории туристического кластера в 169,845 гектар расположен 91 объект культурного наследия, 15 из которых предполагается отреставрировать. Здесь планируется построить шесть новых гостиниц и 20 объектов общественного питания и мест для отдыха.
В начале 2017 года на общественном совете туристического кластера архитектор Пётр Анисифоров выступил с его критикой: по его мнению, «одним мощением и светильниками мы не добьёмся того образного силуэта, который город Барнаул заслуживает».
Концепция туристического кластера выделяет на его территории 9 подкластеров:
1. Многофункциональный инновационный туристический комплекс «Барнаульский сереброплавильный завод»;
2. Рекреационный комплекс «Парк Центрального района с аптекарским садом»;
3. Историко-познавательный комплекс «Демидовская площадь и улица Ползунова»;
4. Градостроительный и культурно-исторический комплекс «Соборная площадь»;
5. Историко-познавательный комплекс «Московский проспект»;
6. Историко-познавательный комплекс «Старый рынок с пешеходной улицей»;
7. Музейно-туристический комплекс «Улица Льва Толстого»;
8. Туристско-рекреационный комплекс «Нагорный парк»;
9. Конгрессно-выставочный и туристический комплекс «Алтай».

Барнаульские СМИ критиковали проект туристического кластера за непродуманность: 
Власти надеются на туристические потоки, которые, по их мнению, обязаны появиться. Ради этого затеяно несколько крупных строек и реконструкций. Но мало кто задумывается, что может привлечь условных москвичей и петербуржцев далёком провинциальном городке с азиатским названием. Вряд ли это будут подкрашенные фасады домов, железобетонная лестница ведущая на холм или обзорная экскурсия по окрестным улицам. Вопрос остаётся открытым.
В начале 2018 года сообщалось о возможном включении в проект кластера санаториев, медицинских и спортивных объектов в нагорной части города.

## Реализация
В начале 2017 года сообщалось, что федеральное финансирование туркластера прекращено и дальнейшая реализация проекта будет проходить за счёт средств краевого и городского бюджетов и частных инвесторов. Часть мероприятий в 2017 году будет профинансирована из остатков федеральных денег; краевой и городской бюджет также выделили на развитие кластера по 100 млн рублей. Финансирование из федерального бюджета возможно возобновится с 2019 года.
Кроме заявленных в проекте кластара объектов, в официальных документах о нём журналисты обнаружили крытую автоматизированную парковку для сотрудников банка, а также торгово-офисный центр «Гулливер» в центре города. По предположению СМИ, эти объекты могли включить в туристический кластер для увеличения сумм частных инвестиций в него, которые являются одним из критериев предоставления субсидий из федерального бюджета.

### «Нагорный парк»
Строительные работы в кластере начались в 2015 году. В частности, была снесена построенная в советское время по проекту главного архитектора города Виктора Казаринова лестница в Нагорный парк, что вызвало возмущение у архитектурного сообщества и горожан. После этого губернатор Алтайского края Александр Карлин призвал провести общественную экспертизу всех объектов кластера. В 2017 году главный архитектор Барнаула Сергей Боженко заявил, что вторая лестница в Нагорный парк со стороны набережной Оби будет напоминать снесённую ранее лестницу Казаринова.
В 2016 году началось строительство набережной Оби у Речного вокзала и Нагорного парка — работы по берегоукреплению были закончены в 2017 году. Как отмечали СМИ, «у города почти сбылась мечта получить свою набережную». Также планировалось провести работы по террасированию сверного склона Нагорного парка.
В начале 2017 года открылся воссозданный на прежнем месте храм Иоанна Предтечи в Нагорном парке.

### «Барнаульский сереброплавильный завод»
В ноябре 2016 года Общероссийский народный фронт подверг жёсткой критике туристический кластер: активисты ОНФ, в частности, констатировали, что открытого доступа на территорию Барнаульского сереброплавильного завода нет, а функционирует он только для сотрудников предприятия.

### «Старый рынок с пешеходной улицей»
Проектировщики кластера выделили участок улицы Мало-Тобольской между проспектами Ленина и Социалистическим как единственный в центре, подходящий для перевода в пешеходный, так как только здесь к зданиям можно подъехать со стороны других улиц через дворы. В 2016 году разработан проект ремонта будущего пешеходного отрезка улицы, а также обустроена ливневая канализация. Пешеходная улица была выложена брусчаткой, были установлены чугунные торшеры[14][14] и фонари, вазоны, а также крупные деревья.
В апреле 2017 года администрация города на торгах продала здание рынка «Центральный» (Старый базар) строительной компании «Сибирия». Новый собственник должен определить дальнейшую судьбу законсервированного с 2015 года здания в соответствии с концепцией туристического кластера и обязательствами по защитной зоне расположенных рядом памятников архитектуры федерального значения.
В 2017 году также планировалось продать на аукционе здание магазина «Сухов и сыновья» (Мало-Тобольской улица, дом 36).
Одним из первых резидентов кластера может стать Барнаульский пивоваренный завод, который в 2017—2018 годах планирует открыть в «пешеходной зоне» мини-пивоварню мощностью 300 тысяч литров в год и фирменную закусочную.

### «Парк Центрального района с аптекарским садом»
В 2017 году запланирована замена ограды парка Центрального района.

### «Демидовская площадь и улица Ползунова»

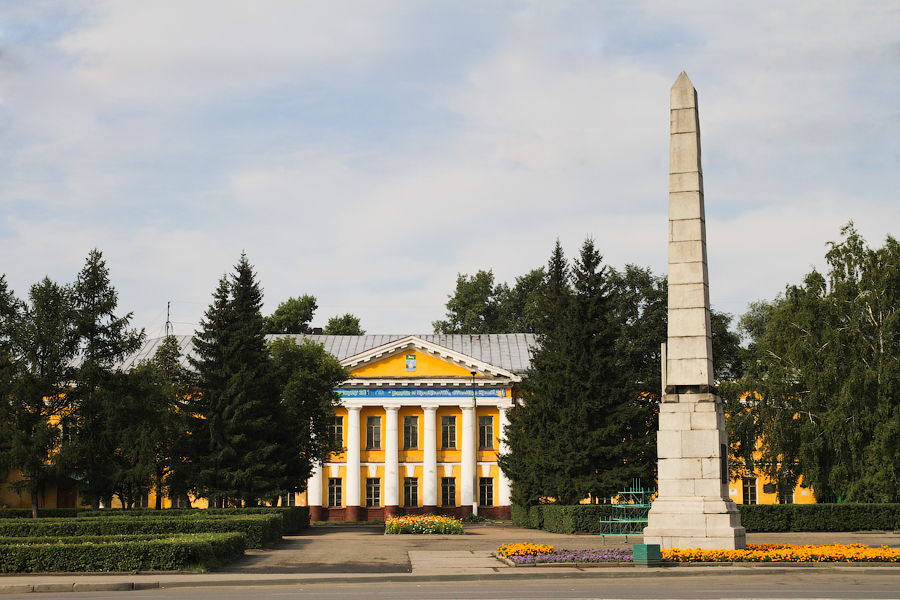
Демидовская площадь — один из объектов кластера

### «Соборная площадь»
В 2016 году отремонтирован мост через реку Барнаулку на проспекте Социалистическом (примыкает к площади Свободы), а также построена сеть газоснабжения комплекса «Соборная площадь».

### «Московский проспект»
В 2015 году началось строительство газовой котельной, которая должна отапливать исторический центр города и объекты туристического кластера.
В 2016 году реконструирован и благоустроен мост через реку Барнаулку на проспекте Ленина. Украшающие мост фонари, барельефы, ковка и другие декоративные элементы сделаны на Алтае: на Колыванском камнерезном заводе и Каменском металлозаводе. В 2017 году запланировано благоустройство прилегающей к мосту набережной реки. Новый мост и благоустроенный участок проспекта Ленина горожане критиковали за высокую цену и малую посещаемость.

### «Улица Льва Толстого»
Для защиты объектов культурного наследия в 2016 году на улице Льва Толстого проходило обустройство ливневой канализации.

### Конгрессно-выставочный и туристический комплекс «Алтай»
В 2017 году запланирована намывка земли под комплекс на острове Помазкин.